# 3753 Cruithne
3753 Cruithne (tiếng Anh: /ˈkruəθnɪ/ hoặc /ˈkrɪnjə/; tiếng Ireland cổ: [ˈkrɪθnɛ]) là một tiểu hành tinh vành đai chính bay quanh Mặt Trời. Nhưng đôi khi nó vẫn được xem như vệ tinh thứ hai của Trái Đất (sau Mặt Trăng) do quỹ đạo phức tạp của nó